# Gasoline Alley
Gasoline Alley, musikalbum av Rod Stewart, släppt 1970 på skivbolaget Vertigo i Europa och Mercury Records i USA. Detta var hans andra soloalbum totalt och hans första album som gick in på amerikanska billboardlistan (plats 27 på popalbumlistan). Två låtar skrev han själv till detta album (och en, titelspåret, tillsammans med Ron Wood). Resten av låtarna är covers framförda på Stewarts speciella vis, bland annat på Bob Dylan-låten "Only a Hobo".
Titellåten "Gasoline Alley" har även framförts live av Katie Melua på Avo Session i Basel 3 november 2012.

## Låtar på albumet
1. "Gasoline Alley"  (Stewart/Wood) - 4:02
2. "It's All Over Now"  (Womack/Womack) - 6:22
3. "Only a Hobo"  (Dylan) - 4:13
4. "My Way of Giving"  (Lane/Marriott) - 3:55
5. "Country Comforts"  (John/Taupin) - 4:42
6. "Cut Across Shorty"  (Walker/Wilkin) - 6:28
7. "Lady Day"  (Stewart) - 3:57
8. "Jo's Lament"  (Stewart) - 3:24
9. "You're My Girl (I Don't Want to Discuss It)"  (Beatty/Cooper/Shelby) - 4:27

## Listplaceringar
| Lista (1970-71) | Position |
| --------------- | -------- |
| Australien      | 24       |
| USA             | 27       |